# Золотов Федір Михайлович
Федір Михайлович Золотов (нар. 1895 — 1938) — український радянський партійний діяч, керівник Катеринославського підпільного губернського революційного комітету. Кандидат в члени ЦК КП(б)У в жовтні 1918 — березні 1919 р.

## Біографія
Працював робітником Брянського заводу у місті Катеринославі.
Член РСДРП(б) з 1914 року. Вів підпільну революційну роботу на заводах Катеринослава.
У часи гетьманської Української держави, у 1918 році — організатор Кайдацького підпільного районного комітету КП(б)У міста Катеринослава, керівник Катеринославського підпільного губернського революційного комітету.
У 1919 році — начальник штабу об'єднаного партизанського загону, який разом із частинами Червоної армії брав участь в боях з Добровольчою армією генерала Денікіна.
У 1920 році — член Катеринославського губернського комітету КП(б)У і Катеринославського губернського виконавчого комітету.
Потім — на господарській роботі в Катеринославі та Одесі.